# Hoplitis homalocera
Hoplitis homalocera är en biart som beskrevs av Van der Zanden 1991. Hoplitis homalocera ingår i släktet gnagbin och familjen buksamlarbin. Inga underarter finns listade.

## Utbredning
Arten förekommer i Israel, Palestina och Jordanien.